# Udhampur
Udhampur là một thị xã và là nơi đặt ủy ban khu vực thị xã (town area committee) của quận Udhampur thuộc bang Jammu và Kashmir, Ấn Độ.

## Địa lý
Udhampur có vị trí 32°56′B 75°08′Đ / 32,93°B 75,13°Đ Nó có độ cao trung bình là 756 mét (2480 feet).

## Nhân khẩu
Theo điều tra dân số năm 2001 của Ấn Độ, Udhampur có dân số 59.236 người. Phái nam chiếm 65% tổng số dân và phái nữ chiếm 35%. Udhampur có tỷ lệ 84% biết đọc biết viết, cao hơn tỷ lệ trung bình toàn quốc là 59,5%: tỷ lệ cho phái nam là 89%, và tỷ lệ cho phái nữ là 75%. Tại Udhampur, 10% dân số nhỏ hơn 6 tuổi.